# Katja Snoeijs
Katja Snoeijs (Amszterdam, 1996. augusztus 31. –) holland női válogatott labdarúgó. A Bordeaux csatára.

## Pályafutása

### Klubcsapatokban
A Telstar együttesénél nevelkedett, ahol két szezon alatt 45 mérkőzésen 28 gólt lőtt. 2017-ben szerződött az  VV Alkmaarhoz és a 25 meccsen elért 25 találata a PSV Eindhoven figyelmét sem kerülhette el. A 2018-as szezontól a Philips-gyári csapat játékát színesíti. 2020. június 22-én került a Bordeaux csapatához.

### A válogatottban
Debütáló mérkőzésén 2019. november 8-án Vivianne Miedemát váltotta a 72. percben a Törökország elleni 2021-es Eb-selejtező mérkőzésen.

## Sikerei

### Klubcsapatokban
Holland bajnoki bronzérmes (1):
- PSV Eindhoven (1): 2018–19

### A válogatottban
Hollandia
- Algarve-kupa győztes: 2018

### Egyéni
Holland gólkirálynő (2): 2016–17 – (21 gól), 2017–18 – (25 gól)